# Ferdinand Campion
Ferdinand Campion was een Vilvoords liberaal politicus. Van 1878 tot 1912 oefende hij als gemeenteraadslid en schepen een grote invloed uit op de ontwikkeling van Vilvoorde. Hij wordt als de geestelijke vader beschouwd van de Vilvoordse stationswijk ("het Nieuw Kwartier"), was grote voorstander van de overwelving van de Zenne in Vilvoorde en pleitte voor de aanleg van een baan richting Brussel op de oostelijke kanaaloever (de huidige Schaarbeeklei).
In het stadscentrum van Vilvoorde werd de Campionlei naar hem vernoemd.
Zijn zoon Daniël Campion volgde deels in zijn voetsporen als politicus en was daarnaast ook industrieel (o.a. Molens Drie Fonteinen) en stichter van de Chemin de Fer Industriel du Port de Vilvorde et Extensions.